# Buddha Dhatu Jadi
El Buddha Dhatu Jadi (en bengalí: বুদ্ধ ধাতু জাদি; en birmano: ဗုဒ္ဓဓာတုစေတီ también conocido como Bandarban Golden Temple) se encuentra cerca de la ciudad de Balaghata, Bangladés. Dhatu son los restos materiales de una persona santa, y en este templo las reliquias pertenecen a Buda. Es el Theravada templo budista más grande de Bangladés y tiene la segunda estatua de Buda más grande del país.